# Cueva de Movile
La Cueva de Movile (en rumano Peștera Movile) es una cueva en el condado Constanţa, Rumanía, descubierta por Cristian Lascu en 1986. Está a pocos kilómetros de la costa del Mar Negro. Es notable por su ecosistema de agua subterránea único en el mundo, que se caracteriza por niveles elevados de sulfuro de hidrógeno y dióxido de carbono, pero muy bajos de oxígeno. La vida de la cueva está separada del mundo exterior desde hace 5.5 millones de años, y está basada totalmente en quimiosíntesis en lugar de fotosíntesis.
Existen 48 especies en la cueva, de las cuales 33 son endémicas.